# Julmond (Pferd)
Julmond (* 26. April 1938 in Ostpreußen; † 23. März 1965 in Marbach) war einer der wichtigsten Trakehner-Zuchthengste der Nachkriegszeit.
Julmond wurde von dem Bauern Mickoleit in Rautengrund im Landkreis Tilsit-Ragnit gezüchtet. Sein Vater war Julianus, seine Mutter die Stute Pady. Er war fuchsfarben und hatte ein Stockmaß von 163 cm. In Ostpreußen war er von 1941 bis 1944 als Beschäler im Landgestüt Georgenburg eingestellt.
Gegen Ende des Zweiten Weltkriegs kam das Pferd mit dem großen Flüchtlingstreck nach Westdeutschland, wo er zunächst Beschäler im Landgestüt Warendorf wurde. Damals stach er zwar schon wegen seines ausgezeichneten Wesens hervor, sein Äußeres und seine Nachkommen fanden allerdings keine größere Beachtung. So wurde er in Warendorf ab 1948 als Reit- und Wagenpferd eingesetzt. 1954 wurde er Privatbeschäler, zuerst noch ein Jahr im Kreis Warendorf, danach vier Jahre in Baden-Württemberg. Der Wendepunkt in seiner Laufbahn als Vererber war 1961, als er im bereits fortgeschrittenen Alter Beschäler im Haupt- und Landgestüt Marbach wurde. Dort spielte der Fuchshengst die entscheidende Rolle bei der Umgestaltung des Württemberger Warmbluts vom Landwirtschafts- zum Sportpferd. Er war in Marbach, bis er 1965 an Herzversagen starb. Wegen seiner Bedeutung für das Gestüt wurde ihm dort ein Denkmal errichtet.

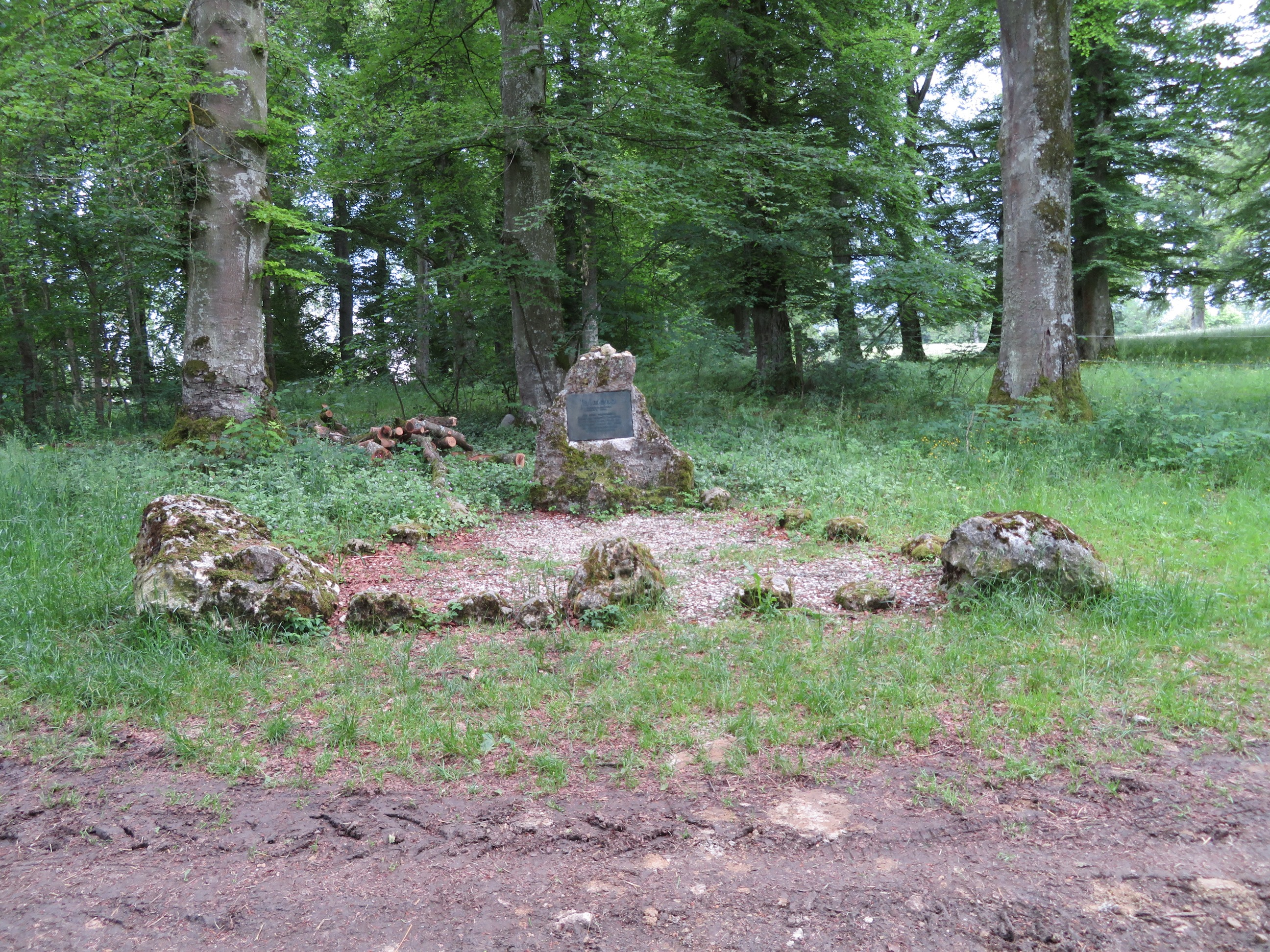
Julmonds Grab
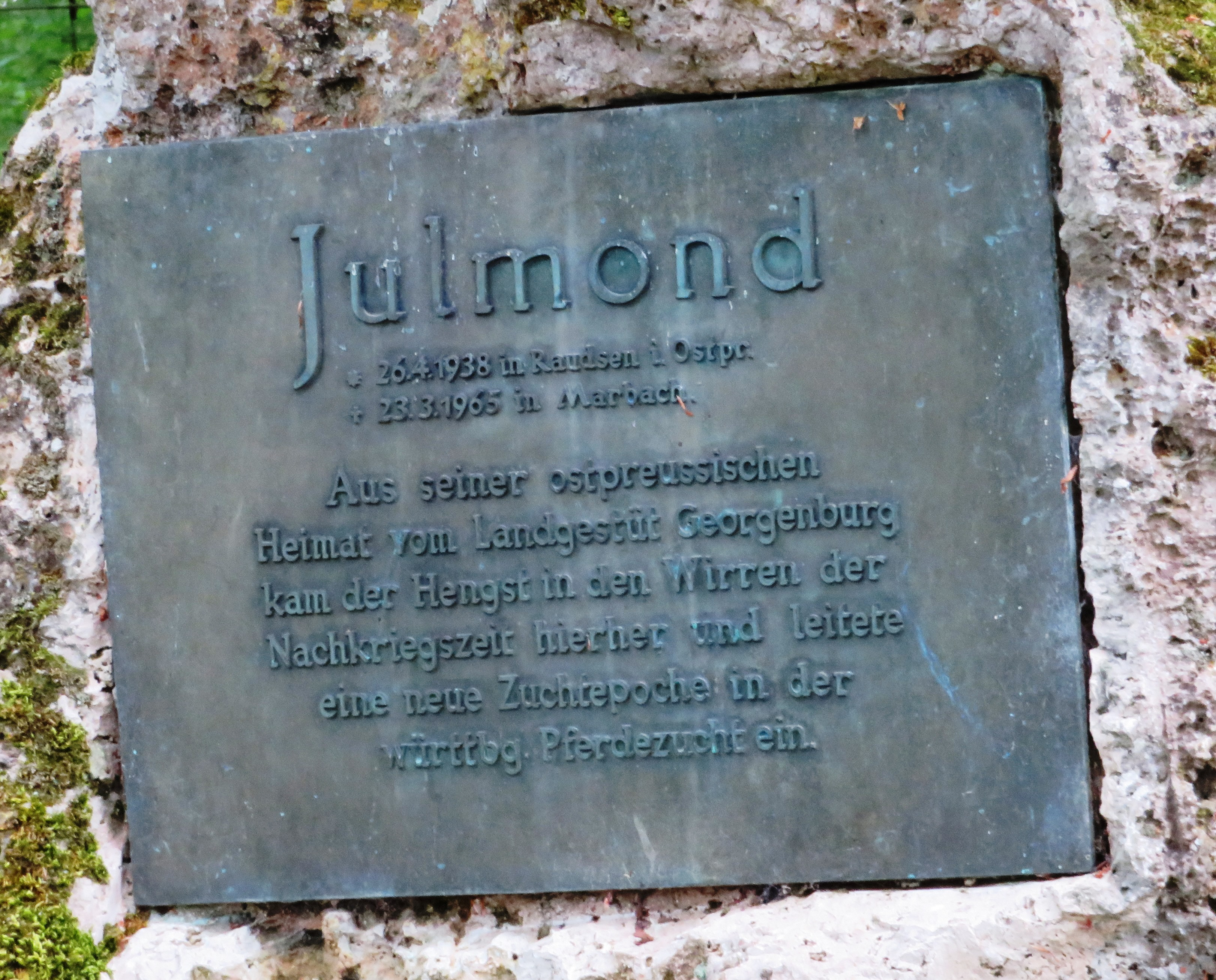
Die Inschrift